# Hamad bin Khalifa al-Thani
Hamad bin Khalifa Al Thani (Doha, 1952.), emir Katara od 27. lipnja 1995. do 25. lipnja 2013. Od 31. svibnja 1977. je prijestolonasljednik i ministar obrane. Modernizirao je vojsku. 1997. dao je pravo glasa ženama.
Abdicirao u korist sina Tamima bin Hamad Al Thanija.